# Терлецкий, Евгений Петрович
Евге́ний Петро́вич Терле́цкий (1 [13] марта 1892, с. Лозовый Яр, Пирятинский уезд, Полтавская губерния — 22 октября 1938, Воронеж) — член Всероссийского учредительного собрания, дипломат, нарком УССР.

## Биография
Родился 13 марта 1892 в селе Лозовый Яр (ныне Яготинского района Киевской области) в семье священника. Окончил Полтавскую духовную семинарию.
С 1908 — член ученических революционных кружков. Учился в Петербургском психоневрологическом институте, но не окончил его. В 1911, будучи студентом, вступил в партию эсеров, активно участвовал в революционном движении, неоднократно арестовывался. Активный участник революционных событий 1917 года. В 1917 — член Петроградского Совета, затем в марте-декабре 1917 года — председатель Полтавского Совета, член партии левых эсеров. После большевистского переворота возглавлял Полтавский «Совет революции».
В Полтавском избирательном округе по списку № 17 (украинские социалисты-революционеры и эсеры) избран во Всероссийское учредительное собрание. Участник заседания Учредительного Собрания 5 января 1918 года и делегат III съезда Советов рабочих и солдатских депутатов.
В декабре 1917 — член ЦИК советов Украины, народный комиссар земледелия в составе первого украинского советского правительства.
Член украинской советской делегации на мирных переговорах в Брест-Литовске. В 1918 — член повстанческой «девятки», один из организаторов убийства генерал-фельдмаршала Эйхгорна.
В октябре 1918 подвергся расстрелу, но выжил.
Один из организаторов и руководителей Украинской партии левых социалистов-революционеров (борьбистов). Секретарь ЦК борьбистов. После её самоликвидации в 1920 году принят в КП(б) Украины и включён в состав её Центрального Комитета. Член Всеукраинского Центрального Исполнительного Комитета (ВУЦИК), с декабря 1919 — член Всеукрревкома. С 1920 по 1922 — нарком юстиции УССР. С 1922 по 1923 — полпред УССР в Латвии, Литве и Эстонии.
С 1923 — на ответственной советской и хозяйственной работе. В 1932 году окончил Аграрное отделение Института красной профессуры в Москве. Преподавал в Московском финансово-экономическом институте.
В 1937 работал экономистом треста «Госзеленстрой» в Москве.

#### Арест и казнь
Арестован 27 декабря 1937 года. 22 октября 1938 года в Воронеже выездной сессией Военной коллегии Верховного Суда СССР по обвинению по статьям 58-2, 58-7, 58-8, 58-11 (участие в «антисоветской право-троцкистской террористической и диверсионно-вредительской организации») приговорён к расстрелу. Казнён в тот же день. Реабилитирован 28 июня 1956 года.

## Семья
- Жена — Юдифь (Рива) Моисеевна Гладштейн (1898—1938), расстреляна.
  - Сыновья — художник Феликс Евгеньевич Терлецкий (1927—2002) и композитор Владимир Евгеньевич Терлецкий (1931—1998).

## Адреса
1937 год — Москва, Последний переулок, 20, кв. 9.